# Площадь Героев (Тбилиси)
Площадь Героев (груз. გმირთა მოედანი) — площадь с монументом, воздвигнутым в память героев, погибших за территориальную целостность и свободу Грузии.
Памятник расположен недалеко от Тбилисского зоопарка. Его высота 51 метр, состоит из 16 мраморных плит с надписями на грузинском языке, содержащими имена более 4 000 грузинских жертв, среди которых погибшие в ходе российско-грузинской войны в августе 2008 года, а также имена грузинских студентов, погибших в борьбе с Красной Армией в 1921 году и жертв антисоветского восстания в 1924 году. С 2004 года на площади действует ежедневный почетный караул военнослужащих ритуального батальона ВС Грузии.

## История
Площадь была образована 23 декабря 1935 года по решению Тбилисского совета, в результате соединения новых улиц, став одной из важнейших транспортных развязок в городе.
В 70-е годы площадь была реконструирована, под площадью провели подземный транспортный тоннель и переход для пешеходов. 
27 сентября 2003 года на площади был открыт мемориал героям, погибшим в борьбе за Грузию. Памяти умерших была посвящена статуя «Возвышение» (скульптор — Г. Шхватсабая).
Новый монумент погибшим за независимость и целостность Грузии был открыт 26 мая 2010 года в присутствии президента Грузии М. Саакашвили в центре площади, автором был испанский дизайнер Альберто Доминго Кабо.